# Dorian M. Goldfeld
Dorian Morris Goldfeld (Marburgo, 21 gennaio 1947) è un matematico statunitense, conosciuto per i contributi in teoria dei numeri, per i quali ha ricevuto il premio Cole nel 1987.